# DKW ARe 175

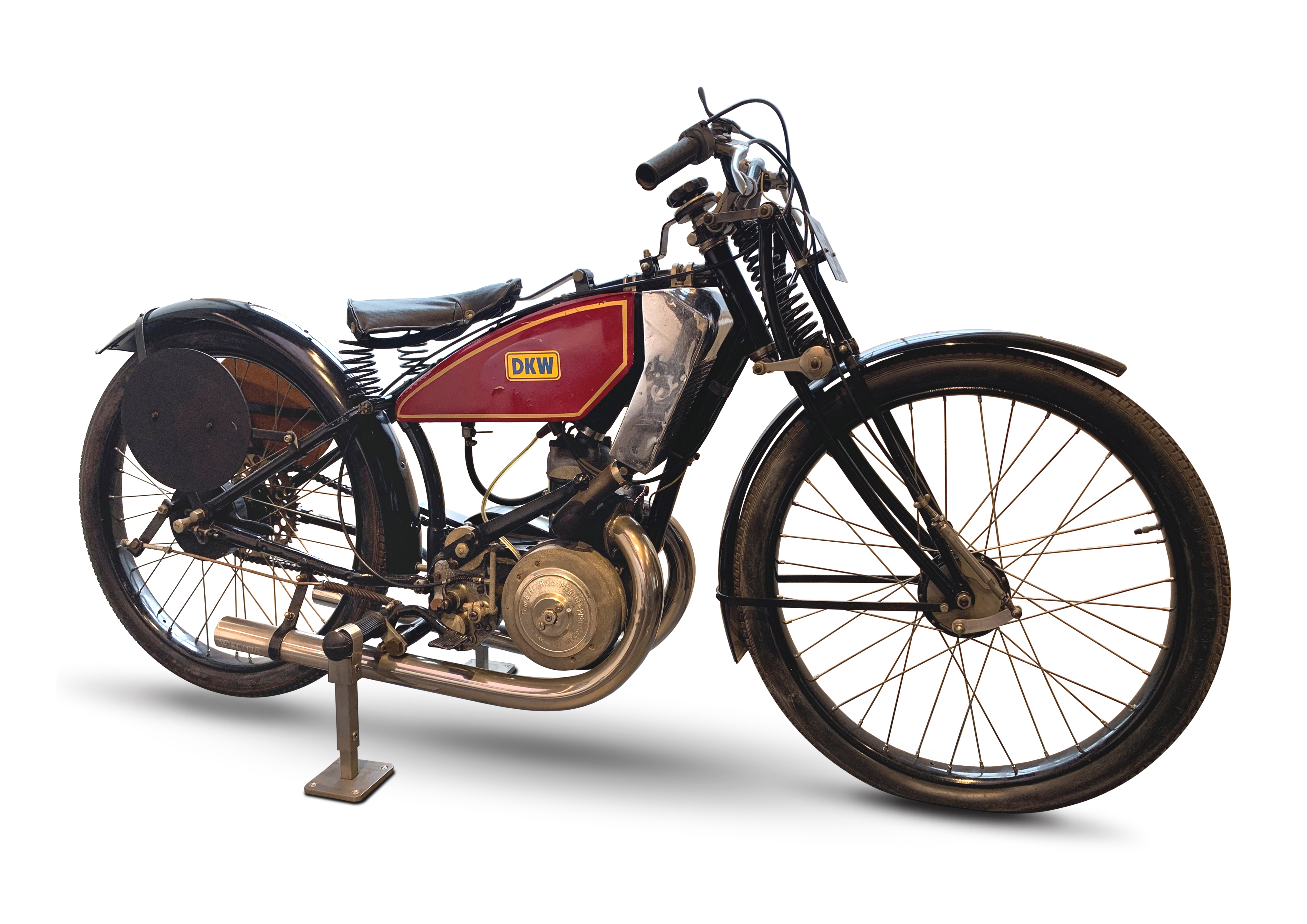
DKW ARe 175 im August Horch Museum in Zwickau

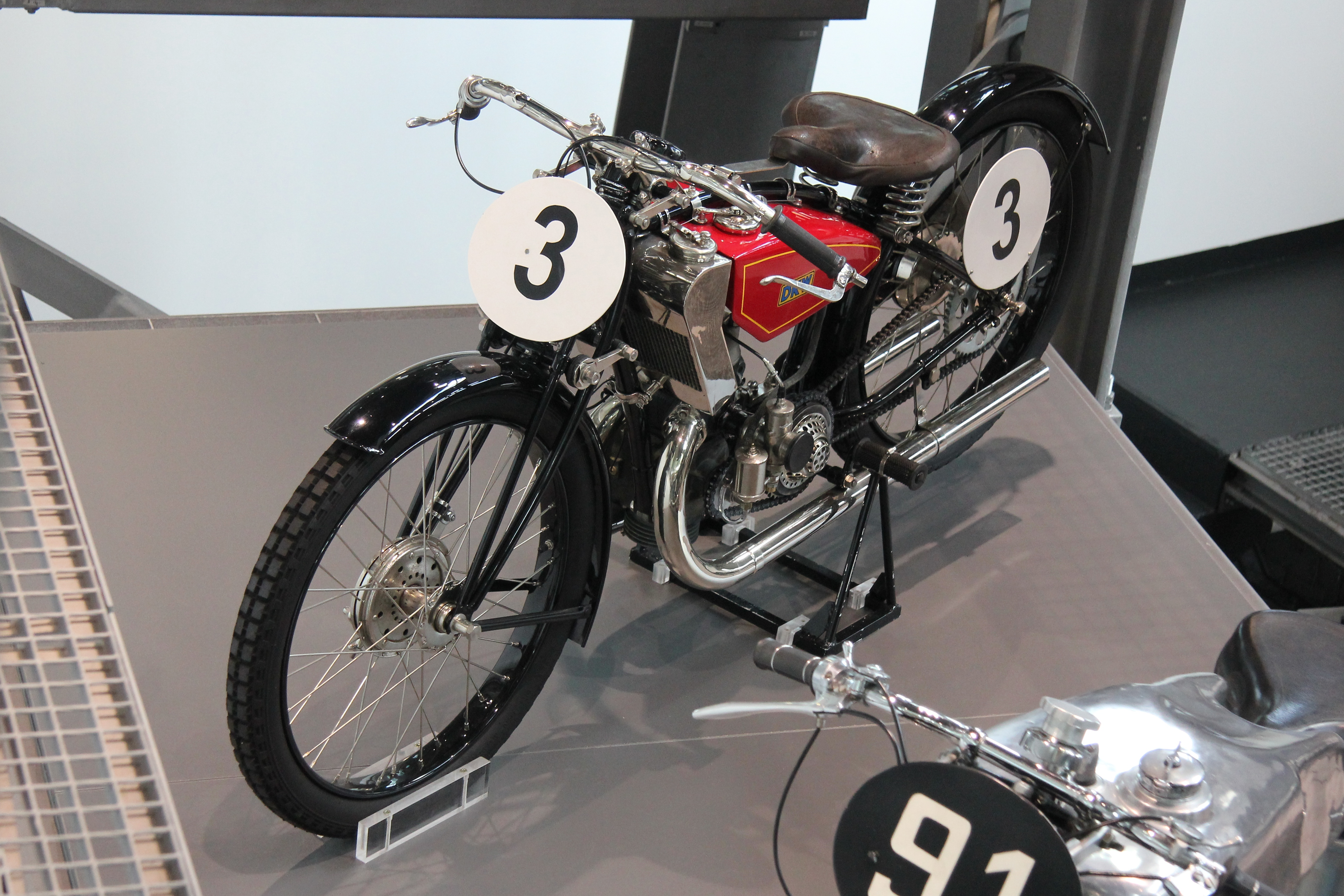
DKW ORe 250 im Museum mobile in Ingolstadt

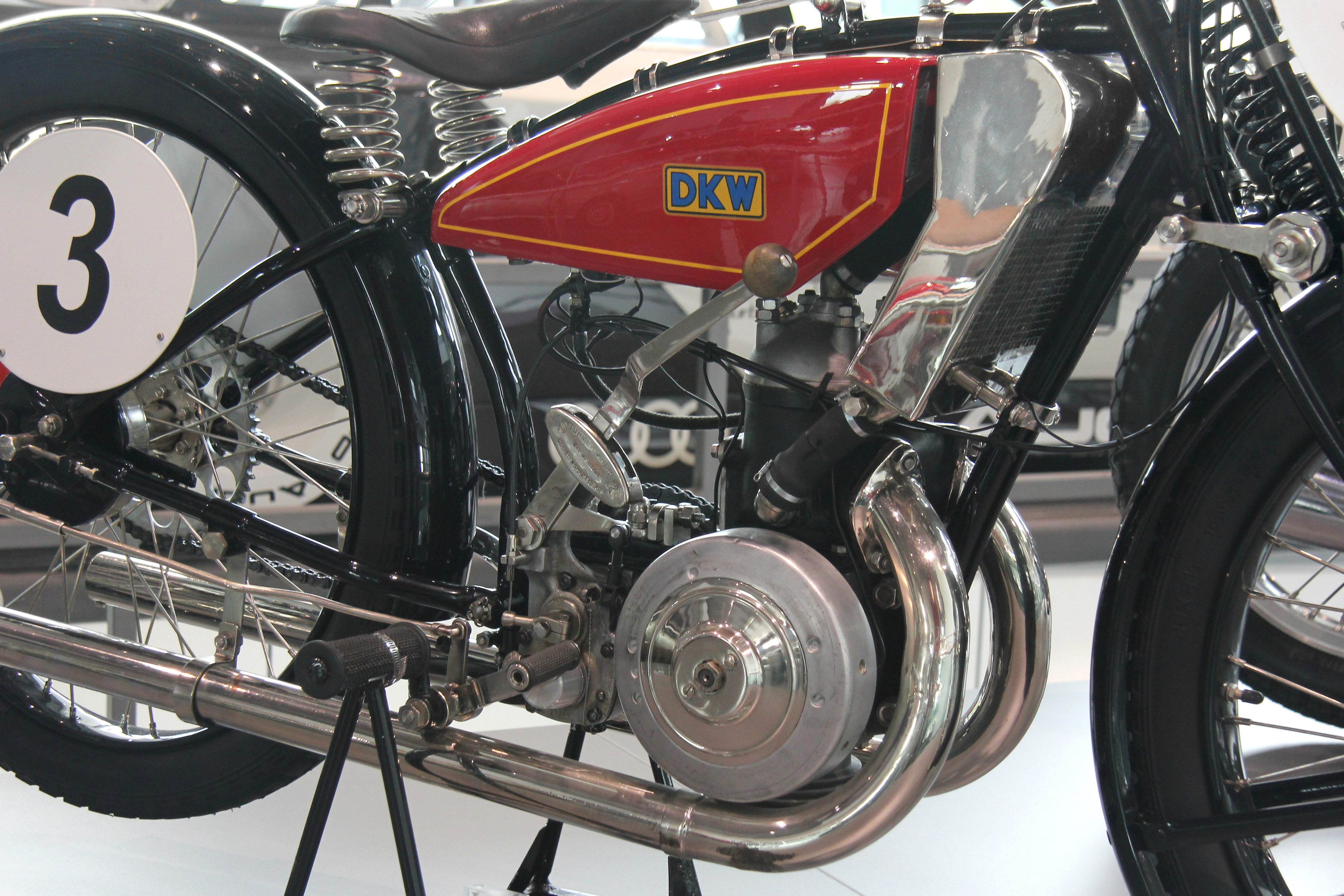
Motor der DKW ORe 250 von 1929

Die DKW ARe 175 und die ORe 250 waren wassergekühlte Rennmaschinen der Zschopauer Motorenwerke J. S. Rasmussen.

## Geschichte und Technik
Nachdem von der Unternehmensführung beschlossen worden war, verstärkt im Rennsport aufzutreten, wurden ab 1923 Zweitakt-Rennmotorräder mit Ladepumpe und Wasserkühlung entwickelt. Es entstanden die Typen ARe 175 und ORe 250 mit Einzylindermotor. 1924 gingen die Maschinen erstmals an den Start. Bei diesen Maschinen waren beide Auspuffrohre links abgeführt und der Vergaser saß hinter dem Zylinder, einem sogenannten Sackzylinder, der in einem Stück aus Grauguss hergestellt war. Unterhalb des Kurbelgehäuses war die Ladepumpe, die über einen um 180 Grad versetzten Kurbelzapfen angetrieben wurde. Die Motoren hatten Doppelzündung.
1926 wurde im Laufe der Weiterentwicklung der Zylinder um 90 Grad gedreht, sodass die Auspuffrohre an der Vorderseite saßen und der Vergaser jetzt seitlich angebaut war. Durch die Drehung des Zylinders wurde auch ein neues Kurbelgehäuse notwendig. Ein Jahr später bekamen die Motoren abnehmbare Zylinderköpfe, die Wasserräume an den Auslasskanälen wurden vergrößert und auf die Doppelzündung verzichtet. Diese Motoren kamen auf eine Literleistung von 45 PS/l, die Anfang der 1930er Jahre bis auf 70 PS/l anstieg. Das entsprach 1932 einer Motorleistung von fast 18 PS bei 5300/min (bei 250 cm³ Hubraum). Die Kraft wurde jeweils mit einer offen laufenden Kette vom Motor zum Getriebe und von dort zum Hinterrad übertragen.

## Erfolge im Rennsport
Beide Motorräder wurden erfolgreich im Rennsport eingesetzt. So gewann Willi Henkelmann 1927, Josef Klein 1929 und Yvan Goor 1930 den Europameistertitel in der 175er-Klasse. In den Jahren 1927 und 1928 wurde Walfried Winkler mit der ORe deutscher Straßenmeister. 1926 erzielte Arthur Müller aus Zschopau auf der Berliner Avus auf DKW ARe mit einem Durchschnitt von 106 km/h einen internationalen Rekord der Klasse bis 175 cm³.

## Technische Daten
|                       | ARe 175                                                              | ORe 250                                                              |
| --------------------- | -------------------------------------------------------------------- | -------------------------------------------------------------------- |
| Motor                 | Einzylinder-Zweitaktmotor                                            | Einzylinder-Zweitaktmotor                                            |
| Steuerung             | Schlitzsteuerung                                                     | Schlitzsteuerung                                                     |
| Ladungswechsel        | Querstromspülung                                                     | Querstromspülung                                                     |
| Motoraufladung        | Kolbenladepumpe                                                      | Kolbenladepumpe                                                      |
| Bohrung × Hub         | 59 × 64 mm (Ladepumpe 80 × 17 mm)                                    | 68 × 68 mm (Ladepumpe 80 × 17 mm)                                    |
| Hubraum               | 175 cm³                                                              | 247 cm³                                                              |
| Verdichtung           | 8,9 : 1                                                              | 8,5 : 1                                                              |
| Nennleistung          | 12 PS (8,8 kW)                                                       | 17 PS (12,5 kW)                                                      |
| Getriebe              | 3-Gang-Getriebe mit Handschaltung (Sturmey-Archer oder Hurth)        | 3-Gang-Getriebe mit Handschaltung (Sturmey-Archer oder Hurth)        |
| Schmierung            | Zweitaktgemisch                                                      | Zweitaktgemisch                                                      |
| Kühlung               | Thermosiphon                                                         | Thermosiphon                                                         |
| Rahmenbauart          | Rohrrahmen im Unterzug                                               | Rohrrahmen im Unterzug                                               |
| Länge                 | 1960 mm                                                              | 1960 mm                                                              |
| Radstand              | 1275 mm                                                              | 1275 mm                                                              |
| Sitzhöhe              | 700 mm                                                               | 700 mm                                                               |
| Radaufhängung vorn    | Verschweißte Rohrgabel mit Schraubenfeder, Stoß- und Lenkungsdämpfer | Verschweißte Rohrgabel mit Schraubenfeder, Stoß- und Lenkungsdämpfer |
| Radaufhängung hinten  | Starrrahmen                                                          | Starrrahmen                                                          |
| Felgengröße           | 26″                                                                  | 26″                                                                  |
| Bremsen               | Innenbackenbremsen                                                   | Innenbackenbremsen                                                   |
| Leergewicht           | 83 kg                                                                | 83 kg                                                                |
| Höchstgeschwindigkeit | 120 km/h                                                             | 140 km/h                                                             |